# Disney Channel
Disney Channel is een kabel- en satelliettelevisienetwerk, in het bezit van The Walt Disney Company. Disney Channel zendt voornamelijk programma's uit die gericht zijn op kinderen van 6 tot 16 jaar.

## Geschiedenis
Het netwerk kwam tot stand op 18 april 1983 als een betaalkanaal en Disney Channel begon met een vrij eenvoudige basis van Disney-films en -series. Door de jaren heen verdween deze traditionele Disneystrategie meer en meer en in 2005 bestaat het merendeel van de programmering uit shows en series die niet om de klassieke Disneyfiguren (onder andere Donald Duck, Mickey Mouse, Goofy) draaien. Er is echter ook een programma dat cartoons met deze figuren uitzendt, namelijk Have a Laugh!, waarin klassieke tekenfilms in een hedendaags jasje zijn gestoken.
Momenteel wordt alles doordeweeks enkel nog nagesynchroniseerd uitgezonden, alleen in het weekend om ongeveer 21.20 tot 22.50 uur zijn er Nederlands ondertitelde programma's te zien. Hoewel er wel plannen waren voor een Vlaamse Jetix of Disney Channel, delen Nederland en België (Vlaanderen) samen één Disney Channel. Hoewel de zender voornamelijk series en films van Disney uitzend, wordt er ook weleens een greep uit het klassieke Jetix en Fox Kids archief gedaan. Voorbeelden zijn Wunschpunsch, What's with Andy, The Kids from Room 402, De Bende van Vijf en Beugelbekkie. Ook Mon Colle Knights stond in de planning, maar toch werd er op het laatste moment alsnog besloten de serie niet te herhalen op een van de Disney-zenders. Fox Kids en Jetix kennen ook onafgemaakte series, waaronder Super Big, Power Rangers, Shinchan en Digimon. Maar ook deze staan vooralsnog niet in de planning. Ook de Pokémon spin-off Pokémon Chronicles laat nog steeds op zich wachten.

## Disney Channel in Nederland en Vlaanderen
De Nederlandse versie van Disney Channel is op 3 oktober 2009 exclusief bij UPC van start gegaan. De zender was beschikbaar in zowel het analoge als digitale UPC-zenderpakket.
Tegenwoordig is de zender ook digitaal beschikbaar bij Ziggo, bij Ziggoklanten in het voormalige UPC-gebied is Disney Channel daarnaast nogsteeds analoog te ontvangen. Daarnaast is Disney Channel beschikbaar bij Canal Digitaal, CANAL+, KPN iTV, KPN Play, Telfort, XS4All, Caiway, Caiway Cogas/Twente en Caiway Albrandswaard.
Bij KPN iTV, XS4All, Telfort en Caiway is Disney Channel in HD te zien. Bij Canal Digitaal en CANAL+ is Disney Channel ook in het efficiëntere, hergecodeerde MPEG4 formaat te zien, zij het in SD-kwaliteit; dit om bandbreedte te besparen.
De Vlaamse versie van Disney Channel is op 30 oktober 2009 van start gegaan met introductie filmpjes en startte op 1 november 2009 met de echte uitzendingen. De zender is beschikbaar bij Telenet Digital TV en Belgacom TV. De zender is beschikbaar in Vlaanderen en Brussel. Vanaf 22 juni 2010 is de zender ook analoog beschikbaar bij Telenet.
In het begin was het enige verschil tussen Disney Channel Nederland en Disney Channel Vlaanderen dat op Disney Channel Vlaanderen de promo's en reclames Vlaams zijn.
Sinds 2012 zijn dit echter 2 geheel aparte versies met beide een eigen programmering.
Sinds 10 januari 2017 is Disney Channel Nederland bij Ziggo nog alleen met digitale tv beschikbaar.

## Disney Channel wereldwijd
In diverse landen wordt een eigen versie van Disney Channel uitgezonden.
- Disney Channel Verenigde Staten
- Disney Channel Latijns-Amerika
- Disney Channel Canada (Family Channel)
- Disney Channel Verenigd Koninkrijk
- Disney Channel Duitsland
- Disney Channel Frankrijk (ook in Wallonië)
- Disney Channel Italië
- Disney Channel Polen
- Disney Channel Portugal
- Disney Channel Zweden
- Disney Channel Denemarken
- Disney Channel Noorwegen
- Disney Channel Finland
- Disney Channel Spanje
- Disney Channel Azië
- Disney Channel Japan
- Disney Channel Taiwan
- Disney Channel India
- Disney Channel Zuid-Korea
- Disney Channel Midden-Oosten
- Disney Channel Turkije
- Disney Channel Zuid-Afrika
- Disney Channel Nederland/Vlaanderen
- Disney Channel Rusland
- Disney Channel Roemenië
- Disney Channel Moldavië
- Disney Channel Bulgarije
- Disney Channel +1 Verenigde Staten